# 东方野决明
东方野决明（学名：Thermopsis lanceolata var. glabra）为豆科野决明属下的一个变种。